# Volcán de Cerro Quemado
El volcán de Cerro Quemado, también conocido como volcán Almolonga o La Muela, es un estratovolcán andesítico en el departamento de Quetzaltenango en Guatemala. El volcán está ubicado cerca del poblado de Almolonga, al sur de Quetzaltenango, la segunda ciudad más grande de Guatemala.
El volcán se sitúa a lo largo de la zona de falla de Zunil y cuenta con una caldera central rodeada de varios domos de lava dacítica y riolítica. Cerro Quemado es el más joven y el mayor domo de dicho complejo de domos volcánicos, y es el único que ha entrado en erupción (1818). Las vertientes norte y este del Cerro Quemado tienen aguas termales, lo que indica que es un volcán activo en estado latente.
Desde la cumbre se puede apreciar el valle de Quetzaltenango y se observan los volcanes Santa María y Siete Orejas, entre otros.

## Erupción de 1765
El volcán Cerro Quemado hizo erupción el 24 de octubre de 1765, provocando un terremoto que afectó la región Tejutla, destruyendo el poblado de Sipacapa.